# دوري الدرجة الأولى الروماني 1952
دوري الدرجة الأولى الروماني 1952 (بالرومانية: Divizia A 1952)‏ هو الموسم 35 من  دوري الدرجة الأولى الروماني. أقيم خلال الفترة 16 مارس 1952 وحتى 27 نوفمبر 1952، وأشرف على تنظيمه اتحاد رومانيا لكرة القدم، وكان عدد الأندية المشاركة فيه  12، وفاز فيه نادي ستيوا بوخارست بعد أن لعب 22 مباراة وفاز بـ 15 منها.

## نتائج الموسم
| المركز | فريق               | لعب | ف  | ت | خ | له | عليه | ف.أ | نقاط | ملاحظة |
| ------ | ------------------ | --- | -- | - | - | -- | ---- | --- | ---- | ------ |
| 1      | نادي ستيوا بوخارست | 22  | 15 | 6 | 1 | 46 | 16   | +30 |      |        |